# باشگاه فوتبال آندیبا
یونیون دپورتیوو باندا ابو یک باشگاه فوتبال حرفه‌ای در کوراسائو است که نماینده بخش غربی جزیره باندا ابو است. این باشگاه در دسته اول کوراسائو بازی می‌کند.